# Holub nilgirský
Holub nilgirský (Columba elphinstonii) je velký druh holuba, který se vyskytuje ve vlhkých lesích jihozápadní Indie v pohoří Západní Ghát. Typickým znakem druhu je černobílé vzorkování po stranách a na zadní straně krku.

## Systematika
Druh formálně popsal britský přírodovědec William Henry Sykes v roce 1832. Holub nilgirský se řadí do početného rodu středně velkých až velkých holubů Columba.

## Výskyt
Jedná se o endemita Západního Ghátu, rozsáhlého pohoří na jihozápadě Indie. Obývá vlhké stálezelené i opadavé lesy od předhůřních oblastí o výšce kolem 650 m n. m. do cirka 2000 m n. m. Může se nicméně vyskytovat i v nížinách až do 20 m n. m.

## Popis
Dosahuje délky kolem 42 cm a váhy 380 g. Většina opeření je kaštanově hnědá, křídla jsou ještě o něco tmavší. Ocas je nahnědlý nebo načernalý. Druhovým znakem holuba je černobíle kostkovaný vzor po stranách krku a zadní straně krku. Šíje, přední strana krku a hruď mají fialovozelený odlesk. Hlava je světle šedá. Samce lze rozlišit podle světlejší korunky. Nedospělý jedinec má méně výrazný černobílý vzor po stranách krku a mnohem méně výrazný fialovozelený odlesk opeření. Zobák je cihlově červený, na konci nazelenavě žlutý. Nohy jsou růžové s šedobílými drápy. Duhovky jsou žlutohnědé nebo šedohnědé.

## Biologie
Jedná se o stálý druh, nicméně podobně jako některé jiné druhy lesních ovocožravých holubů může při potulkách za potravou překonávat poměrně velké vzdálenosti. Typicky se pohybuje jednotlivě nebo v páru, u stromů obsypaných ovocem se může objevovat i v menších hejnech. Živí se hlavně ovocem, bobulemi a pupeny, které sbírá nejčastěji přímo ze stromu, nezřídka i ze země.

### Hnízdění
K zahnízdění dochází od března do července, nejčastěji mezi dubnem a červnem. Křehce vypadající hnízdo z větviček bývá umístěno na stromě nebo v křoví. Samice snáší pouze jedno bílé vejce.

## Ohrožení a početnost
Mezinárodní svaz ochrany přírody (IUCN) hodnotí druh jako zranitelný z důvodu malé populace, která vykazuje klesající tendenci. Hlavní příčina poklesu početnosti je hlavně úbytek a fragmentace lesů. V minulosti k poklesu populace přispěl i lov lidmi, který stále pokračuje v některých částech areálu výskytu druhu jako je Goa. Druh býval kdysi běžný a početný, avšak v roce 2003 se jeho populace odhadovala již jen na 3 500−15 000 jedinců.